# Meron Teshome
Meron Teshome Hagos (Asmara, 13 juli 1992) is een Eritrees wielrenner die tussen 2016 en 2018 reed voor Bike Aid. Hij staat vooral bekend om zijn sterke sprint- en tijdritkwaliteiten.
In 2015 reed hij voor WCCA Feeder Team, de Afrikaanse opleidingsploeg van MTN-Qhubeka, in 2016 voor Stradalli-Bike Aid.
Hij is de neef van wielrenner Biniam Girmay.

## Overwinningen
2013
1e etappe Ronde van Eritrea
 Eritrees kampioen op de weg, Elite
 Afrikaans kampioen ploegentijdrit, Elite (met Natnael Berhane, Meron Russom en Daniel Teklehaimanot)
2014
 Eritrees kampioen tijdrijden, Beloften
2015
 Afrikaanse Spelen, Individuele tijdrit
5e etappe Ronde van Rwanda
2016
2e etappe Ronde van Eritrea
2017
 Afrikaans kampioen tijdrijden, Elite
 Afrikaans kampioen ploegentijdrit, Elite (met Awet Habtom, Meron Abraham en Amanuel Gebreigzabhier)
3e etappe Ronde van Kameroen
5e etappe Ronde van Kameroen
1e en 3e etappe Ronde van Eritrea
Puntenklassement Ronde van Eritrea
2019
 Afrikaans kampioen ploegentijdrit, Elite (met Mekseb Debesay, Yakob Debesay en Sirak Tesfom)

## Resultaten in voornaamste wedstrijden
|      | \| Jaar \| \| WK op de weg \| \| ---- \| \| ------------ \| \| 2016 \| \| opgave \| |              |
| Jaar |                                                                                     | WK op de weg |
| 2016 |                                                                                     | opgave       |

## Ploegen
- 2016 –  Stradalli-Bike Aid
- 2017 –  Bike Aid
- 2018 –  Bike Aid

Amanuel · Beck · Bichlmann · Garcia · Hadi · Holler · Laizer · Lechner · Mengis · Merseburg · Nsengimana · Schäfer · Schnapka · Teshome
Beck · Bichlmann · van Engelen · Habtom · Holler · Kangangi · Kipkemboi · Langat · Lechner · Mengis · Rugg · Schäfer · Schnapka · Teshome · Thömel · Kagimu (stagiair) · Kiplagat (stagiair)
Abraham · Bichlmann · Carstensen · van Engelen · Holler · Kagimu · Kangangi · Kipkemboi · Langat · Lechner · Schäfer · Schnapka · Teshome · Thömel